# Рудольф Август (герцог Брауншвейг-Вольфенбюттеля)
Рудольф Август Брауншвейг-Вольфенбюттельский (нем. Rudolf August von Braunschweig-Wolfenbüttel; 16 мая 1627, Хитцаккер — 26 января 1704, Вольфенбюттель) — герцог Брауншвейгский и Люнебургский, с 1666 года — правитель Брауншвейг-Вольфенбюттеля.

## Биография
Рудольф Август — старший сын герцога Августа Младшего и его супруги Доротеи Ангальт-Цербстской, дочери князя Рудольфа Ангальт-Цербстского.
В 1666 году Рудольф Август наследовал отцу в Брауншвейг-Люнебурге и Брауншвейг-Вольфенбюттеле, но мало интересовался государственными делами, предпочитая научные занятия и охоту. В 1667 году он назначил штатгальтером искушённого во властных вопросах младшего брата Антона Ульриха, а сам всё более отстранялся от власти. В 1671 году Рудольф Август и Антон Ульрих после трёхнедельной осады заняли город Брауншвейг, положив конец его независимости. В 1685 году Рудольф Август назначил Антона Ульриха герцогом и равноправным соправителем.
В 1650 году герцог Рудольф Август женился на графине Кристине Елизавете Барби-Мюлингенской (1634—1681). У супругов родились три дочери, младшая из которых не прожила и года. В обеспечение линии наследования герцоги в 1681 году договорились выдать дочь Рудольфа Августа Кристину Софию (1654—1695) за её двоюродного брата Августа Вильгельма (1662—1731), сына Антона Ульриха. В 1714 году Август Вильгельм наследовал отцу Антону Ульриху, который единолично правил после смерти брата Рудольфа Августа в 1704 году. В том же 1681 году, спустя несколько недель после смерти супруги Кристины Елизаветы, герцог Рудольф Август вступил в морганатический брак с 18-летней Розиной Елизаветой Менте, дочерью брадобрея и лекаря. Этот брак был бездетным.
Герцог Рудольф Август развернул в герцогстве активное строительство. В 1671 году по его приказу была проложена дорога, соединившая Вольфенбюттель с Брауншвейгом и ныне являющая участком федеральной трассы 79. В 1695—1702 году под руководством архитектора Иоганна Каспара фон Фёлькера в Зезене была возведена придворная церковь Святого Андрея. Для второй супруги в 1695 году герцог реконструировал крепость Фехельде под Брауншвейгом. За два года до смерти герцог Рудольф Август подарил свою личную библиотеку Гельмштедтскому университету. Герцог являлся членом Плодоносного общества. Умер в охотничьем замке Гедвигсбург под Вольфенбюттелем.

## Потомки
В браке с графиней Кристиной Елизаветой Барби-Мюлингенской родились:
- Доротея София (1653—1722), замужем за герцогом Иоганном Адольфом Гольштейн-Плёнским (1634—1704).
- Кристина София (1654—1695), замужем за герцогом Августом Вильгельмом Брауншвейг-Вольфенбюттельским (1662—1731).
- Элеонора София (1655—1656).